# Copa eritrea de futbol
La Copa eritrea de futbol és la màxima competició futbolística per eliminatòries d'Eritrea.

## Historial
Font:
Copa d'Eritrea o Copa de la Lliga
- 1995: Adulis Club 3-2 Lalimba
- 1996: Food Factory 2-1 Lalimba

Copa Independència
- 2005: Adulis Club venç Denden
- 2006: Red Sea FC 2-2 [4-3 pen] Tesfa

Copa Ciutat d'Asmara
- 2006: FC Al Tahrir 2-2 [5-4 pen] Tesfa
- 2007: desconegut
- 2008: Mdlaw Megbi 1-1 [4-3 pen] Tesfa

Copa d'Eritrea
- 2009: Denden 2-1 Tesfa[2]
- 2010: desconegut
- 2011: Maitemanai[3]
- 2012: desconegut
- 2013: Maitemanai[4]